# Vytas Gašpuitis
Vytas Gašpuitis (* 4. März 1994 in Šiauliai) ist ein litauischer Fußballspieler.

## Karriere

### Verein
Vytas Gašpuitis begann seine Karriere in seiner Geburtsstadt beim FC Šiauliai. Sein Debüt für die erste Mannschaft gab Gašpuitis in der A lyga-Saison 2011. Ohne ein weiteres Spiel gemacht zu haben, wurde er im Jahr 2012 an den Zweitligisten Venta Kuršėnai verliehen. Nach seiner Rückkehr wurde er Stammspieler in der Innenverteidigung von Šiauliai. In der Saison 2014 war Gašpuitis mit vier erzielten Treffern zweitbester Torschütze hinter Niko Tokić im Team von Šiauliai. Mit 19 Toren wurde Tokić Torschützenkönig der Liga. Nachdem Šiauliai am Ende der Saison 2015 aus der ersten Liga abgestiegen war, wechselte er zu Atlantas Klaipėda. Nach zwei Jahren als Stammspieler wechselte Gašpuitis zum Zweitligisten FK Panevėžys. Im ersten Jahr stieg er mit dem Verein in die A lyga auf. Im Jahr 2020 gewann er mit Panevėžys den Litauischen Pokal. Im Februar 2021 wechselte Gašpuitis zum schottischen Zweitligisten Dunfermline Athletic. Hier stand er bis Mitte März 2022 unter Vertrag. Am 18. März 2022 unterschrieb er in seiner Heimat einen Vertrag beim Erstligisten FA Šiauliai in Šiauliai. Für Šiauliai bestritt er 24 Erstligaspiele. Mitte Januar 2023 zog es ihn nach Asien, wo er in Vietnam einen Vertrag beim Erstligisten Sông Lam Nghệ An unterschrieb. Für den Klub aus Vinh stand er 16-mal auf dem Spielfeld. Nach der Saison wurde sein Vertrag nicht verlängert.

### Nationalmannschaft
Vytas Gašpuitis kam zwischen 2014 und 2016 zehnmal in der litauischen U21-Nationalmannschaft zum Einsatz. Im November 2020 debütierte er in der A-Nationalmannschaft gegen die Färöer. Im gleichen Monat absolvierte er zwei Länderspiele in der Nations League gegen Belarus und Kasachstan.